# Немачки бомбардерски асови у Другом светском рату
Немачки бомбардерски асови су били пилоти немачких бомбардера који су током Другог светског рата извршили на стотине, па и хиљаде борбених летова и на тај начин омогућили успех немачке копнене кампање све до краја 1942. године када је Савезничка бројчана надмоћ однела превагу.

## Историја
Након завршетка Првог светског рата Немачкој је, у складу са одредбама Версајског споразума из 1919. године било забрањено да има ратно ваздухопловство. Ову забрану прекршио је Адолф Хитлер по доласку на власт. По његовом налогу Немачка је тајно отпочела припреме за формирање Луфтвафе. Док се обука ловачки пилота одвијала углавном у склопу спортских авио-клубова, обука немачких пилота бомбардера вршена је у оквиру немачке државне ваздухопловне компаније Луфтханза. Током обуке, немачки пилоти бомбардери летели су на авионима који су били саставни део флоте ове авио-компаније, а који ће у Другом светском рату играти веома важну улогу. Неки од ових авиона били су Јункерс Ју 52, који ће постати главни немачки транспортни авион и Фоке Вулф Фв 200 „Кондор“ који је био један од ретких четворомоторних немачких бомбардера великог домета и који ће постићи запажен успех у борби против савезничких конвоја на Атлантику.

### Шпански грађански рат
Своје прво борбено искуство, немачки пилоти бомбардера стекли су током Шпанског грађанског рата. У намери да помогне свом фашистичком колеги, шпанском генералисимусу Франциску Франку, Адолф Хитлер је послао у Шпанију ваздухопловну формацију под називом Легија Кондор. Ова формација била је састављена од мешовитих ловачко-бомбардерских снага. Циљ слања ове ваздухопловне јединице у Шпанију није био само помоћ фашистичким снагама. Хитлер је сматрао да је, у склопу припрема за предстојећи сукоб у Европи потребно да млади пилоти стекну борбено искуство, али и да се у борбеним условима испитају нови типови ловачких и бомбардерских авиона пре него што буду уврштени у наоружање Луфтвафе. Тако су током Шпанског грађанског рата немачки пилоти бомбардера били у прилици да увежбавају нове тактитке бомбардовања и испитају нове типове бомбардера. Поред класичног висинског бомбардовања немачки пилоти бомбардера су током Шпанског грађанског рата усавршили тактику бомбардовања из обрушавања летећи на двокрилцима Хеншел Хс 123 али и на новом обрушавајућем бомбардеру Јункерс Ју 87 „Штука“. У улози висинског бомбардера коришћен је нови немачки, двомоторни средњи бомбардер Хајнкел Хе 111 који ће касније у великом броју бити употребљен током Битке за Британију.
Мали број војних циљева на противничкој страни и релативно кратак период ангажовања били су главни разлози због којих Легија Кондор није имала бомбардерске асове.

### Други светски рат
Немачка бомбардерска авијација била је ангажована у свим кампањама на Европском копну и у Северној Африци. Спроводећи дословце тактику блицкрига, немачка бомбардерска авијација је у садејству са копненим снагама Вермахта брзо сламала отпор слабије наоружаних армија Пољске, Данске, Норвешке, Холандије, Белгије и Француске. Потом је уследила Битка за Британију током које су главни циљеви напада немачких бомбардера током прве фазе битке били британски конвоји у Ламаншу и аеродроми РАФ-а, а у другој фази битке и сви већи енглески градови.

## Списак немачких бомбардерских асова у Другом светском рату
- Бернард Јоп
- Ханс Улрих Рудел
- Хајо Херман